# Вишневе (Бахчисарайський район)
Вишне́ве (до 1945 року — Ескі́-Елі́; крим. Eski Eli) — село в Україні, у Бахчисарайському районі Автономної Республіки Крим.
Населення становить 775 осіб. Площа села 113,5 гектарів. У селі діє храм ікони Божої Матері «Державна».

## Географія
Село Вишневе розташоване в північній частині території міськради, у нижній течії річки Качи, висота центру села над рівнем моря 15 м. Через село проходить автодорога Т 2701 Бахчисарай — Орлівка, відстань до Севастополя близько 15 км (Бартеньєвка, Північна сторона). Сусідні населені пункти — Орлівка за 1 км на захід і Суворове Бахчисарайського району — за 1,5 км на схід.

## Історія
Перша документальна згадка села зустрічається в Камеральному Описі Криму … 1784 року, судячи з якого, в останній період Кримського ханства Іскеле входив до  Качи Беш Пареси кадилику Бахчисарайського каймакамства. Після анексії Криму Російською імперією 8 лютого 1784, село була приписане до Сімферопольському повіту Таврійської області. Після Павловських реформ, з 1796 по 1802 рік, входило в Акмечетський повіт Новоросійської губернии. За новим адміністративним поділом, після створення 8 (20) жовтня 1802 року Таврійської губернии, Ескі-Елі був включений до складу Актачинської волості Сімферопольського повіту.
За Відомостями про всі селища у Сімферопольському повіті… від 9 жовтня 1805 , у селі Ескі-ель значилося 18 дворів та 78 жителів, виключно кримських татар. На військово-топографічній карті генерал-майора Мухіна 1817 село Ескель позначений з 15 двором. Після реформи волосного поділу 1829  Ескель , згідно  «Відомості про казенні волості Таврійської губернії 1829 р» , передали з Актачинської волості до складу Дуванкойської. На карті 1842 року в Ескі-Ель позначено 27 дворів.
Станом на 1886 у селі Ескель Дуванкойської волості Сімферопольського повіту Таврійської губернії мешкало 172 особи, налічувалось 40 дворових господарств, існувала лавка.

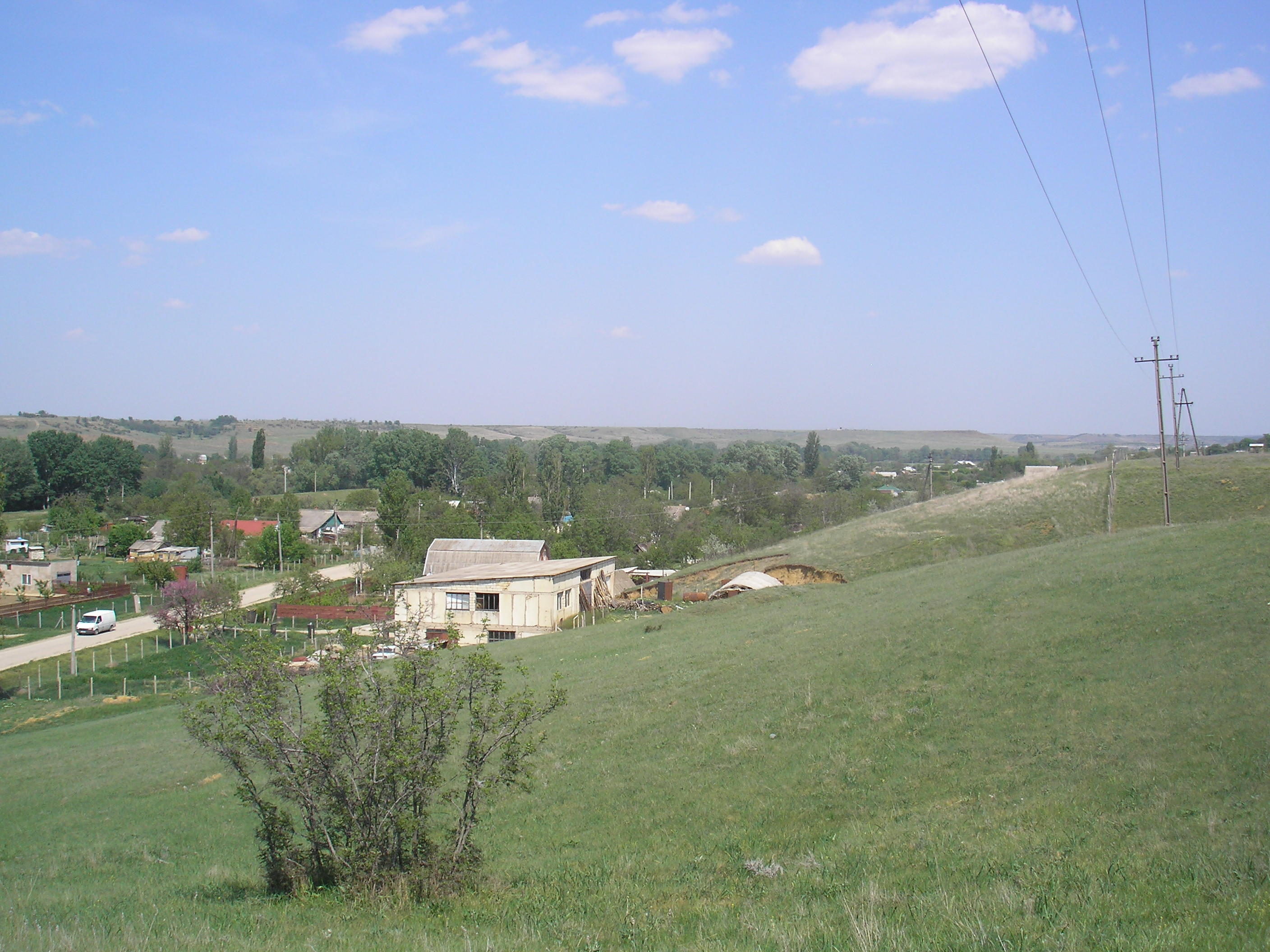

Після встановлення в Криму Радянської влади, за постановою Кримревкома від 8 січня 1921 року була скасована волосна система і село ввійшло до складу Бахчисарайського району Сімферопольського повіту, а в 1922 році повіти отримали назву округів. 11 жовтня 1923 року, згідно з постановою ВЦВК, в адміністративний поділ Кримської АРСР були внесені зміни, у результаті яких округи були скасовані і основною адміністративною одиницею став Бахчисарайський район і село включили до його складу. Згідно  Списку населених пунктів Кримської АРСР по Всесоюзному перепису 17 грудня 1926 року, Ескі-Елі був центром Ескі-Ельської сільради Бахчисарайського району.
У 1941 році почалася війна, 22 грудня 1941 року німці зайняли село. До вечора 14 квітня 1944 року 22-й гвардійський танковий полк Приморської армії звільнив село. А вже 18 травня, згідно з Постановою ДКО № 5859 від 11 травня 1944 року, вцілілі кримські татари з Ескі-Елі були депортовані в Середню Азію. 12 серпня 1944 року було прийнято постанову № ГОКО-6372с «Про переселення колгоспників у райони Криму», за яким в район з Орловської і Брянської областей РРФСР пререселялісь 6000 сімей колгоспників. Указом Президії Верховної Ради РРФСР від 21 серпня 1945 Ескі-Елі був перейменований в Вишневе та Ескі-Ельська сільрада — в Вишнівську. Час скасування сільради поки точно не встановлено, можливо — це наслідок указу Президії Верховної Ради УРСР «Про укрупнення сільських районів Кримської області», від 30 грудня 1962. 15 лютого 1965 року село передано до складу Севастопольської міськради.